# Australsäbler
Die Australsäbler (Pomatostomidae), früher auch als Sicheltimalien bezeichnet, sind eine Familie der Singvögel, deren Verbreitung auf Neuguinea und Australien beschränkt ist und aus lediglich fünf Arten in zwei Gattungen besteht. Sie wurden früher zu den Timalien (Timaliidae) gestellt und sind einigen von diesen in der Tat morphologisch sehr ähnlich. Laut genetischen Befunden gehören sie jedoch nicht einmal zu den Passerida, sondern zu den basalen australisch-ozeanischen Gruppen der Singvögel. Keine der enthaltenen Arten ist bedroht.

## Beschreibung
Die Australsäbler sind mit 17–27 cm etwa knapp staren- bis hähergroß und weisen einen länglichen Körperbau mit kurzen, breiten und gerundeten Flügeln sowie einen gestuften Schwanz mit rundlicher Spitze auf. Der Schnabel ist recht lang, zugespitzt und herabgebogen, die Beine und Füße sind kräftig. Die Gefiederfarben sind eher gedeckt und bestehen überwiegend aus braunen, rötlich braunen oder grauen Tönen. Die meisten Arten zeigen einen auffälligen, hellen Überaugenstreif. Lediglich der Beutelsäbler ist relativ einfarbig rötlich braun.

## Lebensweise
Die Australsäbler bewohnen meist halboffene Landschaften wie Baumsavannen, Buschland und Flussauen. Eine Art kommt auch in Wäldern und Sekundärbewuchs vor. Sie ernähren sich hauptsächlich von Wirbellosen, gelegentlich aber auch von Sämereien, Früchten und kleinen Wirbeltieren. Die Nahrung wird überwiegend am Boden gesucht, manchmal aber auch in niedrigen Sträuchern und Bäumen.
Über die Fortpflanzung ist zum Teil wenig bekannt, jedoch sind zwei Arten – der Grauscheitelsäbler und der Brauensäbler – relativ gut untersucht. Die Vögel führen offenbar eine monogame Dauerehe, brüten aber gemeinschaftlich, wobei ein Paar von mehreren Helfern unterstützt wird. Eine Gruppe besetzt ein gemeinschaftliches Territorium, in dem es Brut- und Schlafnester gibt. Die Vögel einer Gruppe übernachten teils gemeinsam in einem Nest. Bei diesem handelt es sich um einen recht voluminösen, kugeligen Bau mit einem tunnelförmigen Eingang. Beim Beutelsäbler kann das Nest 1–2 m Durchmesser erreichen, beim Grauscheitelsäbler ist es mit 30–50 cm sehr viel kleiner.

## Gattungen und Arten
- Gattung Garritornis
  - Beutelsäbler oder Beuteljahoo (Garritornis isidorei) – Flachland von Neuguinea und einige umliegende Inseln
- Gattung Jahoos (Pomatostomus)
  - Grauscheitelsäbler oder Grauscheiteljahoo (Pomatostomus temporalis) – südliches Neuguinea und große Teile Australiens
  - Rußbauchsäbler (Pomatostomus halli) – östliche Mitte Australiens
  - Brauensäbler (Pomatostomus superciliosus) – Südteil Australiens
  - Rotscheitelsäbler (Pomatostomus ruficeps) – südöstliches Australien